# Maria Nichiforov
Maria Nichiforov, nach Heirat Maria Mihoreanu, (* 9. April 1951 in Mila 23, Kreis Tulcea; † 24. Juni 2022) war eine  rumänische Kanutin.

## Werdegang
Maria Nichiforov trat Olympischen Spielen 1972 in München in beiden olympischen Frauen-Disziplinen an. Im Einer-Kajak belegte sie im Finale den sechsten Platz. Anderthalb Stunden später trat sie im Zweier-Kajak zusammen mit Viorica Dumitru an. Die beiden Rumäninnen belegten hinter den Booten aus der Sowjetunion und der DDR den dritten Platz und erhielten die Bronzemedaille mit 0,11 Sekunden Vorsprung vor den Ungarinnen.
Im Jahr darauf gewann sie im nicht-olympischen Vierer-Kajak Bronze bei den Weltmeisterschaften 1973 in Tampere. Zusammen mit Viorica Dumitru, Maria Cosma und Maria Ivanov erreichten das Ziel hinter dem Vierer-Kajak aus der Sowjetunion und den Ungarinnen. 1974 bei den Weltmeisterschaften in Mexiko-Stadt erkämpften Dumitru und Nichiforov hinter dem Boot aus der DDR die Silbermedaille im Zweier. Der Vierer mit Dumitru, Nichiforov, Cosma und Agafia Orlov gewann Bronze hinter den Booten aus der DDR und aus der Sowjetunion. 1975 in Belgrad trat sie nach ihrer Heirat als Maria Mihoreanu an. Im Einer gewann sie die Bronzemedaille hinter Anke Ohde aus der DDR und Galina Kreft aus der Sowjetunion.
Maria Mihoreanu ist die Schwägerin von Maria Cosma, die unter dem Namen Maria Ștefan 1984 Olympiasiegerin wurde.